# Dody Dorn
Dody Jane Dorn (* 20. April 1955 in Santa Monica, Los Angeles County) ist eine US-amerikanische Filmeditorin.

## Leben
Dody Jane Dorn wurde als Tochter des Bühnenbildners und Filmproduzenten Ray Dorn geboren. Während ihrer Zeit auf der Hollywood High School wollte sie ursprünglich Mathelehrerin werden. Aber ein Aushilfsjob beim Tonstudio eines Filmes änderte ihre Meinung, sodass sie über die unterschiedlichsten Jobs als Produktionsassistentin, Schauspielerin, Location Manager und Script Supervisor schließlich 1979 beim Ton- und Bildschnitt landete. Nachdem sie anfangs mit dem Filmschnitt nicht klarkam, zog sie sich auf den Tonschnitt zurück und war bis 1990 ausschließlich dafür verantwortlich. Erst mit Mörderische Entscheidung und gemeinsam mit Richard A. Harris, Mark Goldblatt und Conrad Buff IV bei Terminator 2 – Tag der Abrechnung schnitt sie eigenverantwortlich einen Film.

## Filmografie (Auswahl)
- 1976: Tunnel Vision (Schauspielerin)
- 1991: Mörderische Entscheidung
- 1991: Terminator 2 – Tag der Abrechnung (Terminator 2: Judgment Day)
- 1994: Haltlos (Floundering)
- 1995: Tuesday Morning Ride
- 1997: Guy
- 1997: SICK: The Life and Death of Bob Flanagan, Supermasochist
- 1998: Eine Liebe in Prag (Prague Duet)
- 1998: I Woke Up Early the Day I Died
- 1999: Das Mädchen und der Fotograf (Guinevere)
- 1999: Treasure Island
- 2000: Memento
- 2001: The Sleepy Time Gal
- 2001: Waiting for Godot
- 2002: Insomnia – Schlaflos (Insomnia)
- 2003: Tricks (Matchstick Men)
- 2005: Königreich der Himmel (Kingdom of Heaven)
- 2006: Ein gutes Jahr (A Good Year)
- 2007: Year of the Dog
- 2008: Australia
- 2010: I’m Still Here
- 2010: London Boulevard
- 2011–2013: Enlightened – Erleuchtung mit Hindernissen (Enlightened, Fernsehserie, 12 Episoden)
- 2012: End of Watch
- 2014: Sabotage
- 2014: Herz aus Stahl (Fury)
- 2016: Ben Hur (Ben-Hur)
- 2017: Power Rangers
- 2019: I Am the Night (Fernsehserie, 4 Folgen)
- 2019: Light of My Life
- 2020: Come Away
- 2021: Zack Snyder’s Justice League
- 2021: Army of the Dead
- 2021: Neptune Frost
- 2023: Rebel Moon – Teil 1: Kind des Feuers (Rebel Moon – Part One: A Child of Fire)
- 2024: Rebel Moon – Teil 2: Die Narbenmacherin (Rebel Moon – Part Two: The Scargiver)

## Auszeichnung (Auswahl)
Oscar
- 2002: Nominierung für den Besten Schnitt mit Memento